# Antonie Rietzschel
Antonie Rietzschel (* 1986 in Sachsen) ist eine deutsche Politikwissenschaftlerin, Journalistin und Moderatorin.

## Leben
Antonie Rietzschel wuchs in einem Dorf nahe der Sächsischen Schweiz auf. Nach einem Studium der Politikwissenschaft an der Universität Bremen und journalistischen Stationen bei der Dresdner Jugendzeitschrift Spiesser, dem Tagesspiegel, Spiegel Online und dem Deutschen Depeschendienst wurde sie Volontärin bei der Süddeutschen Zeitung und anschließend Politik-Redakteurin. Während der Flüchtlingskrise in Deutschland 2015/2016 beschäftigte sie sich vor allem mit Asyl-Themen, begleitete zwei junge Syrer auf ihrer Flucht nach Deutschland. Ihre Geschichte verarbeitet sie im Buch "Dreamland Deutschland?".
Schwerpunkt ihrer Arbeit ist das Thema Rechtsextremismus, der Aufstieg der AfD, vor allem in Ostdeutschland.
Von 2017 bis 2022 arbeitete sie als freie Journalistin, war Teil des Ost-Büros in Leipzig. Während der Corona-Pandemie beschäftigte sie sich mit Verschwörungsideologien und einer zunehmenden Radikalisierung - 2020 gewann sie gemeinsam mit einem Team der Süddeutschen Zeitung den Deutschen Reporterpreis für das Datenjournalistische Projekt: "Die digitale Infektion".
Heute (Stand: Mai 2025) arbeitet Antonie Rietzschel als Reporterin für die Leipziger Volkszeitung und die Sächsische Zeitung im Ressort Investigativ und Reportage. Sie ist Co-Autorin des Podcasts "Hitlergruß als Partyspaß? Der Fall Melanie Müller". Neben ihrer journalistischen Arbeit moderiert Antonie Rietzschel regelmäßig Podiumsdiskussionen oder tritt selbst als Expertin auf, etwa im WDR-Presseclub.
2023 wurde sie vom Medium Magazin beim Preis Journalist des Jahres in der Kategorie „Reportage regional“ mit dem dritten Platz ausgezeichnet.

## Veröffentlichungen
- Dreamland Deutschland? Das erste Jahr nach der Flucht. Zwei Brüder aus Syrien erzählen. Carl Hanser Verlag, München 2016, ISBN 9783446448186.